# Teutberga
Teutberga (m. 11 de noviembre de 875) fue una reina consorte de la Francia Media. Era hija del bosónida Bosón el Viejo y hermana de Hucberto, el abad laico de la abadía de San Mauricio.
Por razones políticas, esto es, para forjar lazos con la dinastía carolingia, la familia imperial de Francia, se casó en 855 con el carolingio Lotario II, el segundo hijo del emperador Lotario I. Es muy probable que Lotario II, en el momento de su matrimonio, ya tuviera una amante llamada Waldrada, quien, según el historiador Baron Ernouf, era de una noble familia galorromana, cuyo hermano, Thietgaud, era el obispo de Tréveris y su tío, Gunter, era arzobispo de Colonia, mientras que, según los Annales Novienses, ella era hermana de Gunter. Según la Vita Sancti Deicoli, Waldrada estaba relacionada con Eberardo II, conde de Nordgau (que incluía Estrasburgo) de la familia de los  Eticónidas.
Poco después de la boda, el padre de Lotario murió y Lotario II heredó el territorio de la Francia Media al oeste del Rin, que se extendía desde el mar del Norte hasta el macizo del Jura. Teutberga no tuvo hijos, y Lotario dedicó principalmente sus esfuerzos a obtener la nulidad de su matrimonio, impulsado también por su amor hacia Waldrada. Las relaciones con sus tíos Carlos el Calvo y Luis el Germánico se vieron influidas por el deseo de obtener su apoyo en esta labor. Aunque las peleas y las reconciliaciones entre los tres reyes se siguieron en rápida sucesión, en general puede decirse que Luis favorecería la anulación y Carlos se oponía a ella, mientras que ninguno perdía de vista el hecho de que Lotario no tenía hijos legítimos que heredasen sus tierras.
En 857 Lotario encerró a Teutberga, acusándola de incesto con su hermano Hugberto antes del matrimonio. Un sínodo eclesiástico de todos los obispos de Lotaringia se reunió a petición de Lotario II para tratar estas acusaciones, y lo presidieron los arzobispos Gunter y Thietgaud, los dos parientes de Waldrada. Pero Hucberto se alzó en armas por ella, y después de que ella se sometiera con éxito a la ordalía del agua, Lotario se vio obligado a restaurarla en el trono en el año 858.
Aún persiguiendo su propósito, Lotario obtuvo el apoyo de su hermano, el emperador Luis II, mediante una cesión de tierras y obtuvo el consentimiento del clero local para la anulación y el matrimonio con Waldrada, que tuvo lugar en 862. Un sínodo de los obispos francos se reunió en Metz en 863 y confirmó esta decisión. Teutberga se escapó y se refugió en la corte de Carlos el Calvo. Apeló al papa Nicolás I, quien anuló la decisión del sínodo y el matrimonio de Lotario con Waldrada. El emperador atacó Roma, sin resultado alguno, y en 865 Lotario fue amenazado con la excomunión y fue convencido de que Luis y Carlos en su reciente encuentro habían discutido la partición de su reino. Lotario aceptó la decisión del papa y de nuevo acogió a Teutberga.
Teutberga, sin embargo, bien por inclinación propia, bien por verse obligada a ello, expresó ahora su deseo de obtener la nulidad, y Lotario marchó a Italia para obtener el consentimiento del nuevo papa, Adriano II. Interpretando de forma favorable las palabras del papa, emprendió el viaje de regreso, cuando le entró una fiebre y murió en Piacenza el 8 de agosto de 869. Teutberga entonces se retiró a la abadía de Santa Glossinde de Metz hasta su propia muerte, que ocurrió el 11 de noviembre de 875.
La condición de ilegítimo del único hijo de Lotario, Hugo, habido de Waldrada, no fue rectificada antes de la muerte de Lotario, y el reino se dividió entre sus tíos Carlos el Calvo y Luis el Germánico por el Tratado de Meerssen.